# Ровчак (приток Берестовицы)
Ровчак (укр. Рівчак) — ручей, правый приток Берестовицы, протекающий по Корюковскому району (Черниговская область, Украина).

## География
Длина —  12 км. 
Русло сильно-извилистое (меандрированное), с крутыми поворотами. Русло у истоков и приустьевой части пересыхает. Создано множество небольших прудов. 
Река берёт начало севернее села Покровское (Корюковский район). Течёт на юг, восток и юго-восток. Впадает в Берестовицу в селе Слободка (Корюковский район). 
Пойма частично занята заболоченными участками с лугами, лесами (лесополосами). 
Притоки: нет крупных.
Населённые пункты на реке (от истока к устью): 
1. Покровское[2]
2. Слободка